# Igor Spasovjodski
Igor Spasovjodski (Moscú, Rusia, 1 de agosto de 1979) es un atleta ruso, especialista en la prueba de triple salto, con la que llegó a ser campeón europeo en pista cubierta en 2005.

## Carrera deportiva
En el Mundial de Edmonton 2001 ganó la medalla de bronce en triple salto, con un salto de 17.44 metros, tras el británico Jonathan Edwards (oro con 17.92 metros) y el sueco Christian Olsson (plata con 17.47 metros).
En el Campeonato Europeo de Atletismo en Pista Cubierta de 2005 ganó la medalla de oro en la misma prueba, con un salto de 17.20 metros, por delante del ucraniano Mykola Savolainen y de su paisano ruso Aleksandr Petrenko.